# Sófia
Sófia (em búlgaro: София; tranl.: Sofiya ou Sofia, pronunciado: [ˈsɔfijɐ] (escutarⓘ)) é a capital e maior cidade da Bulgária, com uma população de 1 401 553 habitantes (15 de outubro de 2009), 12° maior cidade da União Europeia, e 1.449.277 em sua área metropolitana. Está localizada no oeste da Bulgária, aos pés do Maciço Vitosha, e é o centro administrativo, cultural, econômico e educativo do país. A cidade de Sófia é também uma província (óblast) da Bulgária.
Sófia é uma das capitais mais antigas da Europa, sua história remonta ao século VIII a.C., quando os trácios estabeleceram um assentamento na região. Sófia teve vários nomes em diferentes períodos de sua existência, e hoje em dia pode-se ver remanescentes da milenária história da cidade ao lado dos atrativos turísticos modernos.

## História
É a terceira capital europeia mais antiga, pois é habitada desde tempos muitos remotos e possui uma história de mais de 7000 anos.
No lugar de um antigo assentamento neolítico, ao redor de algumas fontes termais, no século VIII a.C., foi fundada uma cidade trácia, chamada Sérdica ou Sardica (Σερδική, Σαρδική), devido a tribo trácia dos Serdi. Este nome é popular nas fontes em latim, grego antigo e grego bizantino da antiguidade até a Idade Média.
Durante um curto período do século IV a.C., a cidade foi possessão de Filipe II da Macedônia e seu filho Alexandre, o Grande.
A cidade foi conquistada por Roma no ano 29. Quando o imperador Diocleciano dividiu a província da Dácia em duas (Dacia Ripensis às margens do rio Danúbio e Dacia Mediterranea), Sérdica se tornou a capital da Dacia Mediterranea.
Foi destruída pelos hunos em 447. A cidade foi reconstruída pelo imperador bizantino Justiniano e renomeada para Triaditsa. A partir do século VI, a cidade renasce como um centro administrativo e econômico importante do Império Bizantino. Foi conhecida como Sredets pelos eslavos, nome que permaneceu após a invasão dos búlgaros em 809. Passou a se chamar Sófia em 1376. Sófia foi o nome de uma mártir cristã que foi obrigada a presenciar a tortura e morte de suas três filhas por ordens do imperador romano Adriano, no início do século II.
Em 1382, durante o reinado de Murade I, Sófia foi conquistada pelo Império Otomano e se tornou a capital da província turca de Rumélia durante mais de 4 séculos. Isto mudou o aspecto de Sófia, transformando-a numa cidade Oriental com muitas mesquitas, fontes e numerosos banhos turcos (hammam). Nesta época, a cidade passou de uma população em torno de 7000 habitantes a uma população de 55 mil habitantes, em meados do século XVII.

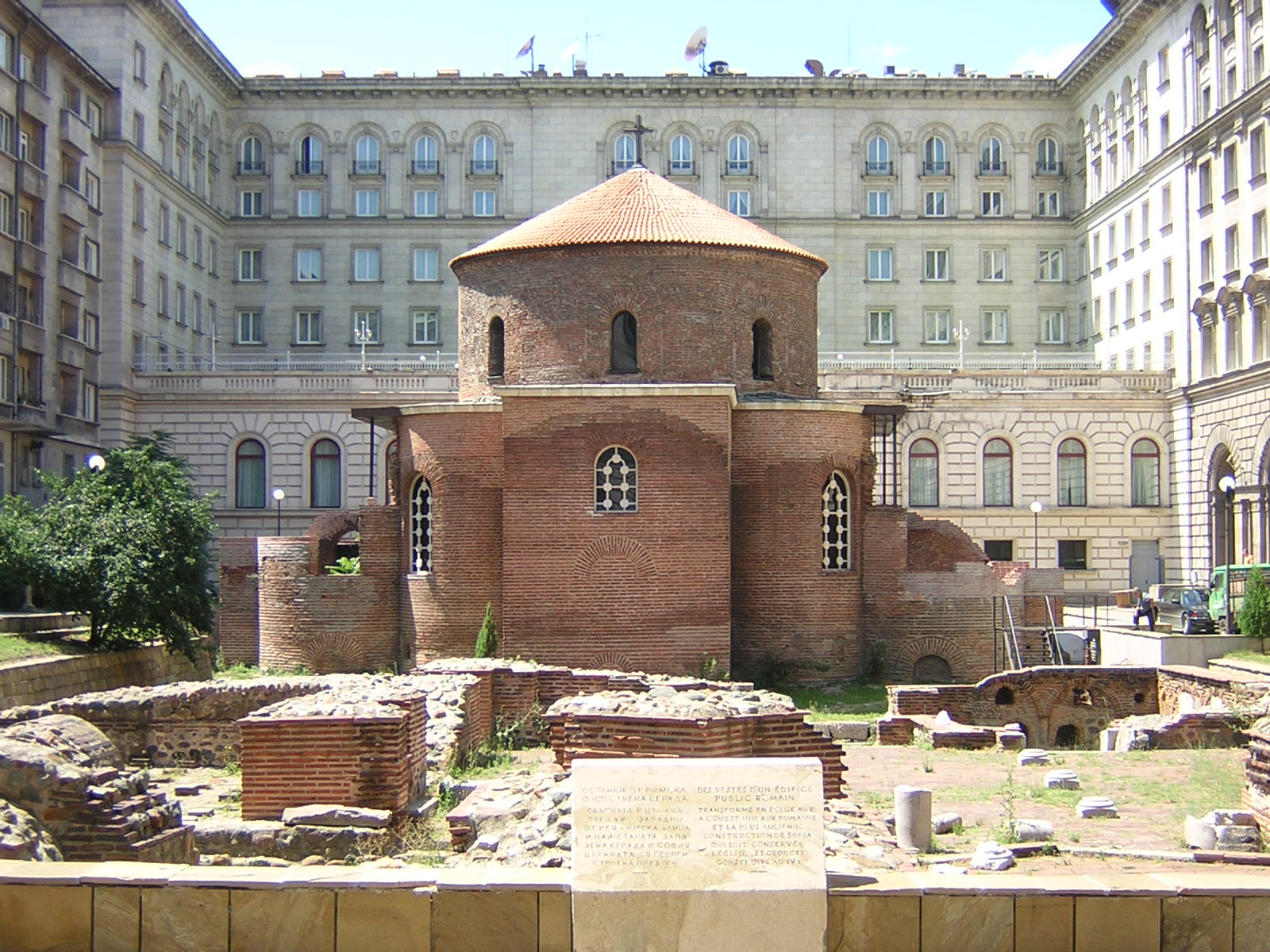
A Igreja de São Jorge encontra-se entre os templos cristãos mais antigos da Península Balcânica, data do século IV

Nas últimas etapas do domínio otomano, a agitação nacionalista aumentou, o que, finalmente, concedeu ao território uma certa autonomia no Império otomano, mantendo a cidade de Sófia como capital. Foi conquistada mais tarde pelos russos em 1878, durante a Guerra russo-turca, na qual os russos intervieram em favor da independência da Bulgária, passando a ser a capital de uma Bulgária independente em 1879.
Em 16 de abril de 1925, membros do Partido Comunista Búlgaro executaram o atentado na Catedral de Sveta-Nedelya, durante os funerais do general Konstantin Georgiev, que havia sido assassinado dois dias antes pelos bolcheviques. A cúpula principal caiu sobre os presentes, matando 128 pessoas.
Durante a Segunda Guerra Mundial, devido a aliança da Bulgária com o Terceiro Reich, a cidade foi objeto de bombardeios aéreos por parte dos aviões britânicos e americanos. Posteriormente, com a mudança do curso da guerra contra o Wehrmacht, o Exército Vermelho soviético entrou na Bulgária e Sófia em 1944, enquanto acontecia uma mudança de governo, passando a Bulgária a unir-se aos Aliados, contra sua antiga aliada a Alemanha nazi.
Após o final da guerra, foi criada a República Popular da Bulgária de tendências comunistas, tendo como presidente Georgi Dimitrov.
Em 1992, o dia 17 de setembro foi declarado o Dia de Sófia, por ser esta a data cristã de Santa Sófia, a Mártir.

## Administração
A cidade de Sófia é também uma das 28 províncias da Bulgária (não confundir com a Província de Sófia, que circunda mas não inclui a cidade). Além da cidade de Sófia, a província da capital compreende três outras cidades (Novi Iskar, Bankya e Buhovo) e 34 vilas. Para fins de administração local, a província da cidade de Sófia, está dividida em 24 municípios. Cada município possui um líder que é escolhido por eleição popular. A província é governada por um prefeito. Os membros da assembleia são escolhidos a cada quatro anos. O atual prefeito de Sófia é Vassil Terziev.
Municípios da província da cidade de Sófia:

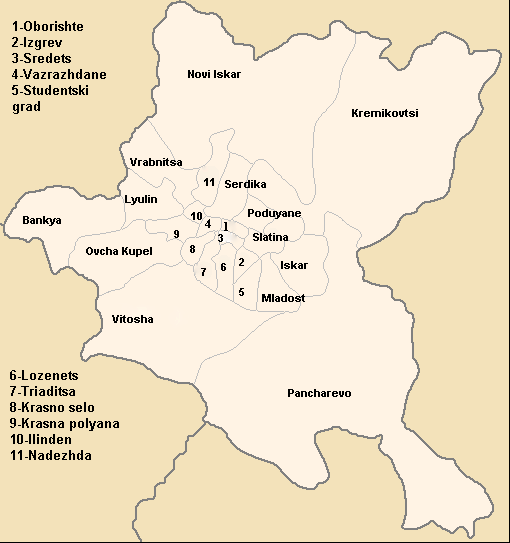
Municípios de Sófia.

| Pos | Nome            | Taxa de desemprego (2004, %) | População | Tipo      |
| --- | --------------- | ---------------------------- | --------- | --------- |
| 1   | Bankya          | 10,4                         | 9.186     | Cidade    |
| 2   | Vitosha         | 3,5                          | 42.953    | Suburbano |
| 3   | Vrabnitsa       | 4,6                          | 47.417    | Urbano    |
| 4   | Vazrazhdane     | 5,3                          | 47,794    | Urbano    |
| 5   | Izgrev          | 3,1                          | 33.611    | Urbano    |
| 6   | Ilinden         | 4,5                          | 37.256    | Urbano    |
| 7   | Iskar           | 3,9                          | 69.896    | Urbano    |
| 8   | Krasna polyana  | 9,2                          | 65.442    | Urbano    |
| 9   | Krasno selo     | 3,7                          | 72.302    | Urbano    |
| 10  | Kremikovtsi     | 5,8                          | 23.599    | Suburbano |
| 11  | Lozenets        | 3,3                          | 45.630    | Urbano    |
| 12  | Lyulin          | 5,4                          | 120.897   | Urbano    |
| 13  | Mladost         | 4,2                          | 110.852   | Urbano    |
| 14  | Nadezhda        | 3,8                          | 77.000    | Urbano    |
| 15  | Novi Iskar      | 4,5                          | 26.544    | Cidade    |
| 16  | Ovcha kupel     | 3,8                          | 47.380    | Urbano    |
| 17  | Oborishte       | 2,8                          | 36.000    | Urbano    |
| 18  | Pancharevo      | 5,3                          | 24.342    | Suburbano |
| 19  | Poduyane        | 4,5                          | 85.996    | Urbano    |
| 20  | Serdika         | 3,6                          | 52.918    | Urbano    |
| 21  | Slatina         | 4,1                          | 65.772    | Urbano    |
| 22  | Studentski grad | 2,9                          | 50.368    | Urbano    |
| 23  | Sredets         | 4,0                          | 41.000    | Urbano    |
| 24  | Triaditsa       | 3,7                          | 65.000    | Urbano    |
|     | TOTAL           | 4,5                          | 1.299.155 |           |

Fonte:

## Geografia

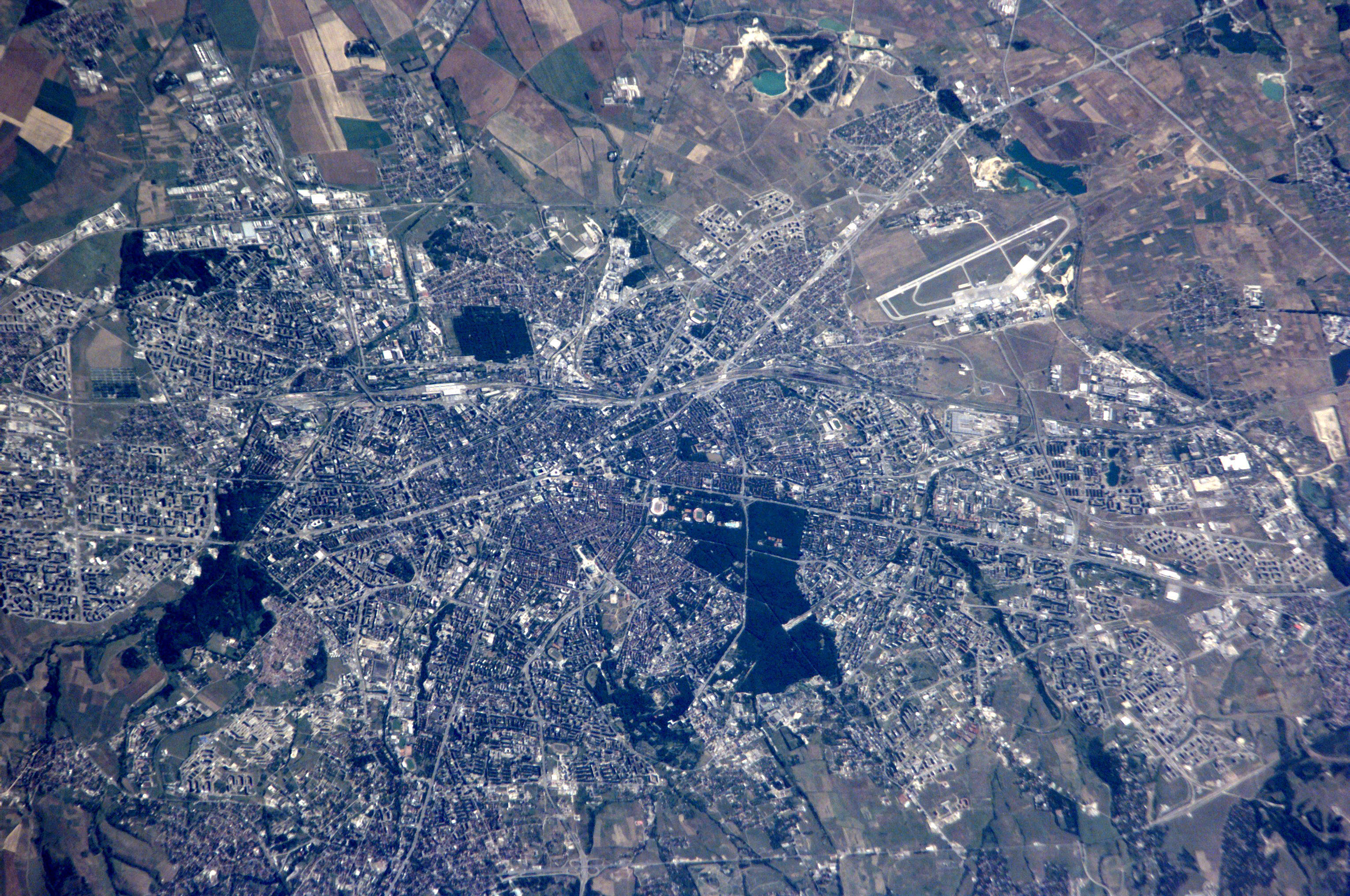
Sófia vista do espaço.

O desenvolvimento de Sófia como um assentamento significativo se deve em grande parte a sua posição central nos Balcãs. Está situada a oeste da Bulgária, aos pés do Monte Vitosha, no Vale de Sófia que está rodeado por montanhas em todas as direções. O vale é o maior do país com uma área de 1186 km² e uma altitude média de 550 metros. Três passos de montanha conduzem a cidade, e tem sido rotas chaves desde a antiguidade, conectando o Mar Adriático e a Europa Central com os mares Negro e Egeu.
Alguns rios cortam a cidade, incluindo o Vladayae o Perlovska. O rio Iskar em seu curso superior corre pelo leste de Sófia. A cidade é conhecida por seus numerosos mananciais e águas termais. No século passado foram construídas barragens e lagos artificiais.
Está localizada 150 km a noroeste de Plovdiv, a segunda maior cidade da Bulgária, 390 km a oeste de Burgas e 472 km a oeste de Varna, as maiores cidades portuárias do país na costa búlgara do Mar Negro. A cidade está situada a menos de 200 km das fronteiras com três países: a 55 km de Kalotina na fronteira sérvia, a 113 km de Gyueshevo na fronteira com a Macedônia do Norte e a 183 km da fronteira grega em Kulata.

### Clima
Sófia possui um clima continental moderado com altas variações de temperatura. O mês mais quente é agosto e o mais frio é janeiro. Até 1936, a temperatura anual média era de +10,0 ℃ e a partir de então aumentou 0,5 ℃. A cidade recebe cerca de 600 milímetros anuais de precipitações, a maior parte no verão e a menor no inverno. Sófia geralmente é menos quente no verão que outras partes de Bulgária, devido a grande altitude do vale onde se situa, embora, às vezes, a temperatura possa chegar aos 40 ℃.
| Médias meteorológicas para Sófia                    | Médias meteorológicas para Sófia | Médias meteorológicas para Sófia | Médias meteorológicas para Sófia | Médias meteorológicas para Sófia | Médias meteorológicas para Sófia | Médias meteorológicas para Sófia | Médias meteorológicas para Sófia | Médias meteorológicas para Sófia | Médias meteorológicas para Sófia | Médias meteorológicas para Sófia | Médias meteorológicas para Sófia | Médias meteorológicas para Sófia | Médias meteorológicas para Sófia |
| Mês                                                 | Jan                              | Fev                              | Mar                              | Abr                              | Mai                              | Jun                              | Jul                              | Ago                              | Set                              | Out                              | Nov                              | Dez                              | Ano                              |
| --------------------------------------------------- | -------------------------------- | -------------------------------- | -------------------------------- | -------------------------------- | -------------------------------- | -------------------------------- | -------------------------------- | -------------------------------- | -------------------------------- | -------------------------------- | -------------------------------- | -------------------------------- | -------------------------------- |
| Média alta °C (°F)                                  | 4 (39)                           | 6 (43)                           | 11 (52)                          | 17 (63)                          | 22 (72)                          | 26 (79)                          | 29 (84)                          | 29 (84)                          | 23 (74)                          | 18 (64)                          | 11 (52)                          | 5 (41)                           | 17 (62)                          |
| Média baixa °C (°F)                                 | -4 (25)                          | -3 (27)                          | 2 (35)                           | 6 (42)                           | 10 (50)                          | 13 (55)                          | 16 (60)                          | 15 (59)                          | 12 (53)                          | 7 (44)                           | 2 (36)                           | -2 (28)                          | 6 (43)                           |
| Precipitação mm (polegadas)                         | 33 (1.3)                         | 35.6 (1.4)                       | 38.1 (1.5)                       | 53.3 (2.1)                       | 68.6 (2.7)                       | 78.7 (3.1)                       | 55.9 (2.2)                       | 43.2 (1.7)                       | 40.6 (1.6)                       | 35.6 (1.4)                       | 50.8 (2)                         | 43.2 (1.7)                       | 579,1 (22,8)                     |
| Fonte: «www.weatherbase.com» 15 de novembro de 2009 |                                  |                                  |                                  |                                  |                                  |                                  |                                  |                                  |                                  |                                  |                                  |                                  |                                  |

## Economia

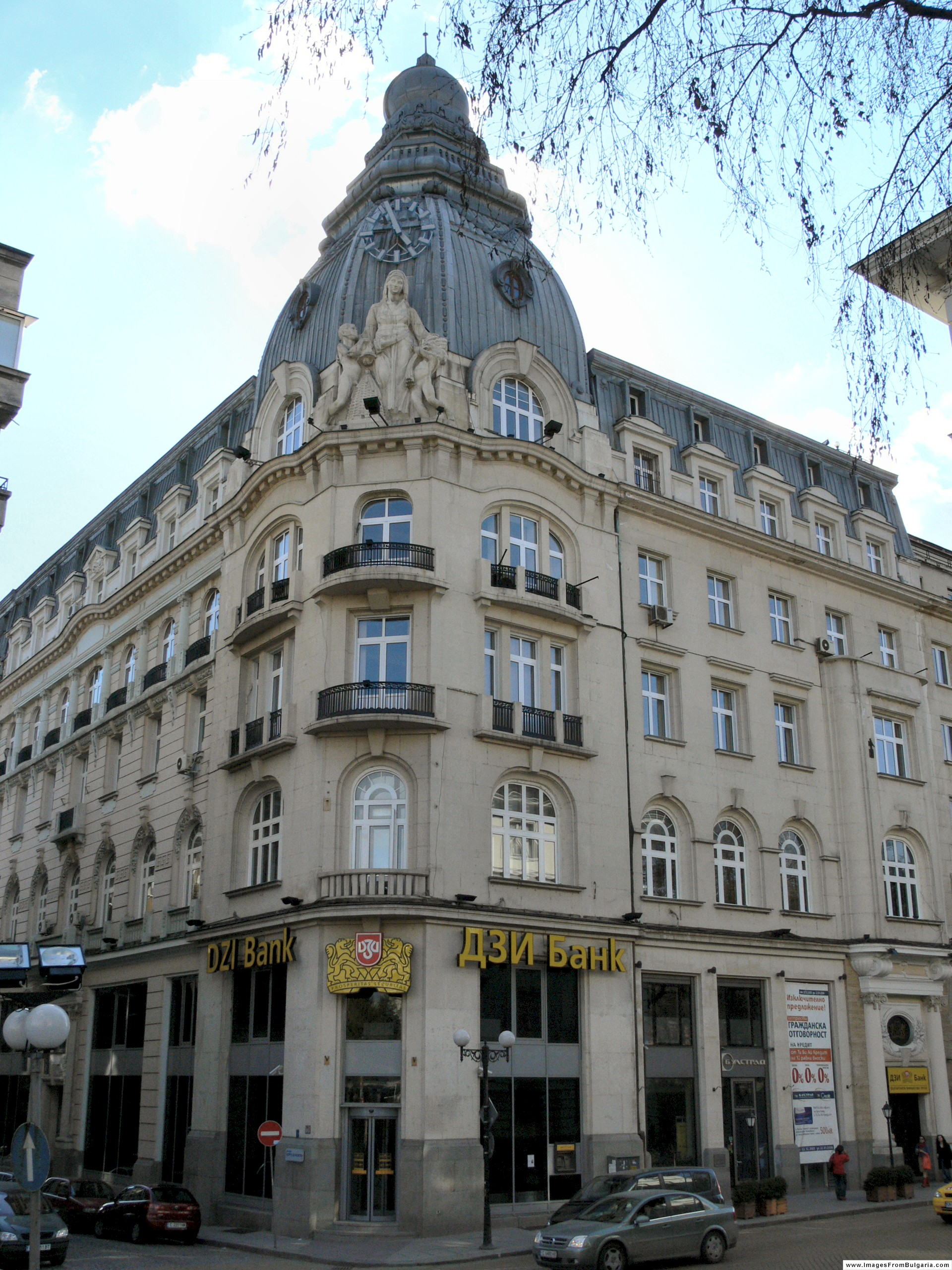
Sede da companhia DZI no centro de Sófia.

Sófia é o centro da vida econômica búlgara. O setor industrial da economia, representado por mais de 800 grandes fábricas e centros de produção, inclui produtos metalúrgicos (75% da produção total do país), têxteis, artigos de couro e borracha, gráficos (50% da produção nacional) e artigos eletrônicos. Sófia também é o centro financeiro do país, é a sede do Banco Nacional da Bulgária, da Bolsa da Bulgária, assim como dos maiores bancos comerciais do país (tais como Bulbank, DSK Bank e o United Bulgarian Bank). A construção, comércio e transporte são outros setores importantes da economia local. Sófia tem atraído a atenção como um ponto de subcontratação para as multinacionais da Europa Ocidental e América. Sófia também é a sede de importantes companhias nacionais e internacionais que operam na Bulgária e na Europa Oriental.
Com a queda do governo comunista na Bulgária em 1989, importantes companhias internacionais não presentes anteriormente no mercado búlgaro chegaram ao país, a maioria delas estabelecendo-se em Sófia. O mercado imobiliário em Sófia tem crescido subitamente nos últimos tempos, com crescimento de 100% no período compreendido entre os anos de 2005 e 2006. O desemprego na cidade é relativamente baixo, aproximadamente 2,5% em comparação com a média búlgara de 8,2% e aos níveis europeus de aproximadamente 7,3%.

## Transporte e infraestrutura

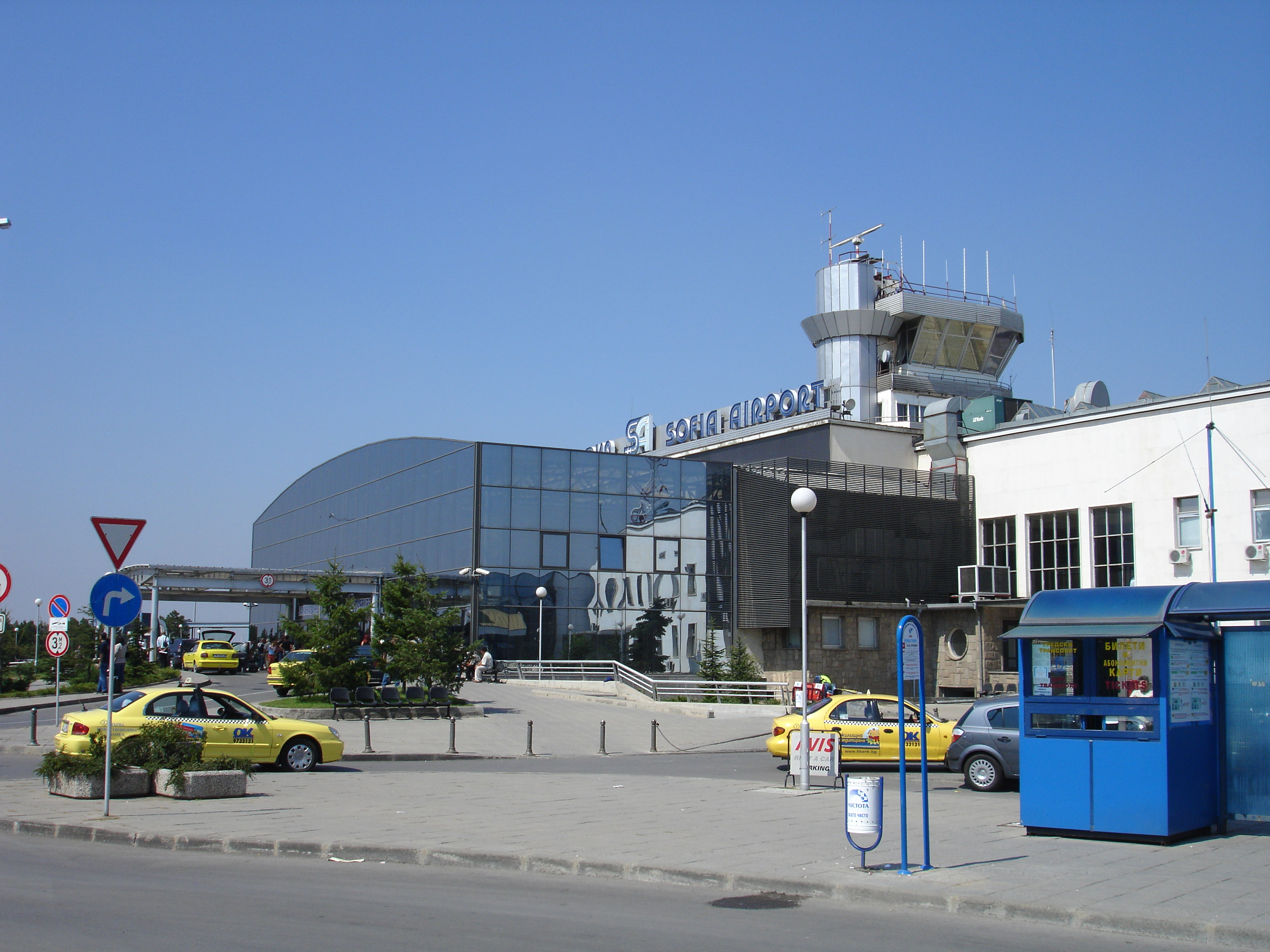
O Aeroporto de Sófia.

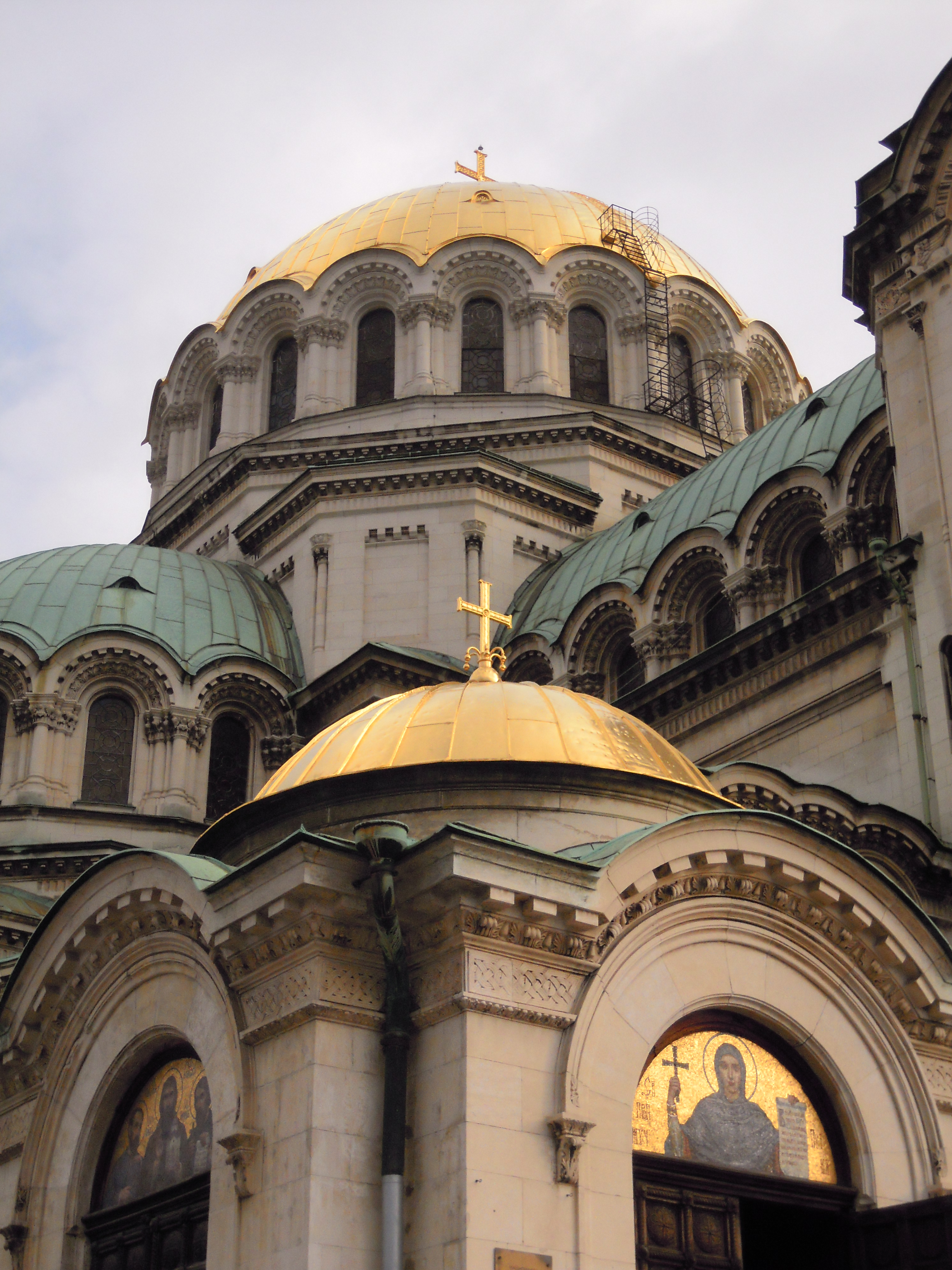
Detalhe da Catedral dedicada a Alexandre Nevski, Sofia

Com sua infraestrutura bem desenvolvida e localização estratégica, Sófia é um importante centro para as rotas ferroviárias e de automóveis. Todos os principais tipos de transportes (exceto o aquático), estão presentes na cidade: 8 estações ferroviárias, Centro de Controle Aéreo e Aeroporto de Sófia (centro da companhia aérea Bulgaria Air).
O transporte público de Sófia está bem desenvolvido, é eficaz e importante para a economia da cidade. É constituído por trem subterrâneos (o Metropolitano de Sófia), ônibus, bondes, trólebus, e cerca de 40 linhas complementares, operadas por microônibus (marshrutki), além de mais de 15 000 taxis. O sistema de trem subterrâneo começou a operar no fim da década de 1990, não obstante, possuía uma extensão limitada.

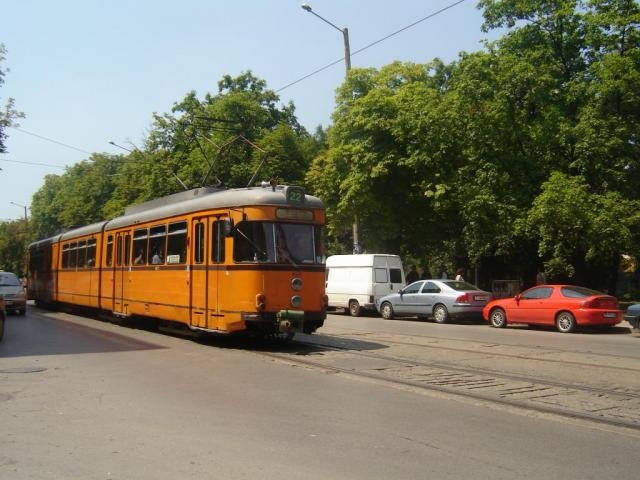
O bonde é um transporte tradicional de Sófia.

Com o amplo crescimento do transporte privado na década de 1990, o número de automóveis registrados em Sófia superou a marca de 1 000 000 nos últimos anos, consequentemente os problemas de tráfego e de poluição do ar tornaram mais graves. Se planeja combater esta situação com a expansão das linhas de trens subterrâneos.
Sófia possui uma enorme planta de co-geração de energia elétrica e térmica única em sua categoria. Praticamente toda a cidade (900 000 habitações e 5900 empresas) recebem energia térmica, utilizando calor residual da geração elétrica (3000 MW) e fornos térmicos alimentados por petróleo e gás, resultando numa capacidade térmica total de 4640 MW. A rede de dutos de distribuição térmica é de 900 km de extensão e compreende 14.000 sub-estações.

## Arquitetura
Depois da liberação da Bulgária do domínio otomano em 1878 e do estabelecimento de uma monarquia búlgara autônoma com sua capital em Sófia, o Knyaz Alexandre I de Battenberg convidou arquitetos do Império Austro-húngaro para dar forma a nova aparência arquitetônica da cidade.
Entre os arquitetos convidados a trabalhar na Bulgária estavam Friedrich Grünanger, Adolf Václav Kolář, Viktor Rumpelmayer e outros, que desenharam os mais importantes edifícios públicos necessários ao restabelecido governo búlgaro, assim como numerosas habitações para a elite do país. Posteriormente, também contribuíram muitos arquitetos búlgaros que haviam estudado no exterior.
A arquitetura do centro de Sófia é, desta forma, uma combinação de Neo-barroco, Neo-Rococó, Neo-renascimento e Neoclassicismo, posteriormente, a Secessão de Viena também teve um papel importante.
Entre os edificios mais importantes construídos em Sófia neste período se encontam o antiguo palácio real, hoje sede da Galeria Nacional de Arte e do Museu Etnográfico Nacional (1882); o Teatro Nacional Ivan Vazov (1907); o antigo escritório de impressão real, hoje a Galeria Nacional de Arte Estrangeira; a Assembleia Nacional da Bulgária (1886), a Academia Búlgara de Ciências (1893), o Mausoléu Battenberg (1897), entre outros.
Depois da Segunda Guerra Mundial e do estabelecimento de um governo comunista na Bulgária em 1944, a linha arquitetônica foi alterada substancialmente. Edifícios públicos de Classicismo Socialista emergiram no centro, porém, com o crescimento da cidade para a periferia, os novos bairros foram dominados por muitas torres de blocos de concreto, prédios pré-fabricados de apartamentos e exemplos da arquitetura brutalista.
Depois da abolição do comunismo em 1989, foram construídos em Sófia distritos comerciais e bairros inteiros, assim como arranha-céus de escritórios, mas também zonas residenciais da classe alta.

Catedral de Alexandre Nevsky.

Alguns exemplos de arquitetura religiosa mais representativos da cidade são:
- Igreja de São Jorge.
- Igreja de Hagia Sophia. Durante o período de dominação turca foi convertida primeiro em mesquita, para posteriormente ser abandonada.
- Mesquita de Banya Bashi.
- Catedral de Alexandre Nevsky, uma das maiores Igreja ortodoxa do mundo.
- Catedral de Sveta-Nedelya, que foi objeto de um atentado em 1925.
- Igreja de Boiana, nos arredores da cidade.
- Sinagoga de Sófia, a maior dos Balcãs.

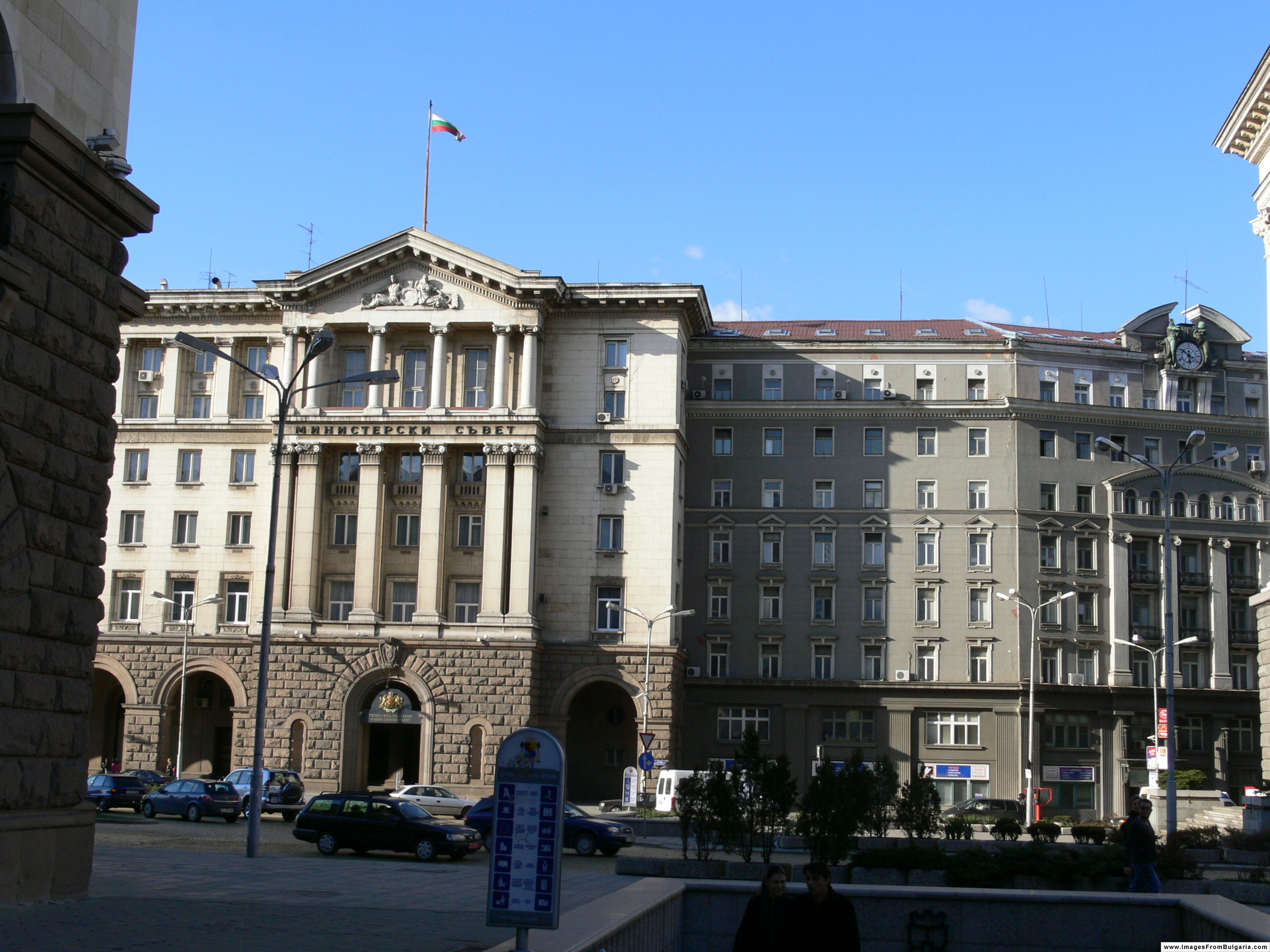
O Conselho de Ministros da Bulgária no centro de Sófia.
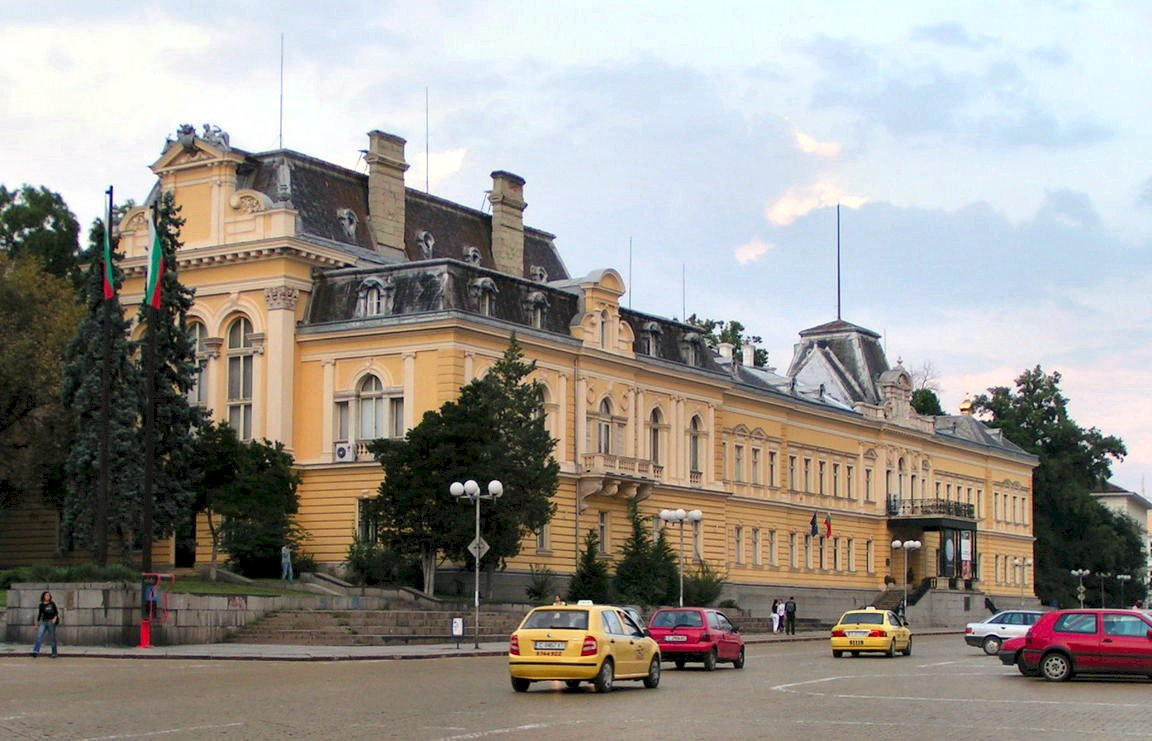
Galeria Nacional de Arte.

## Educação

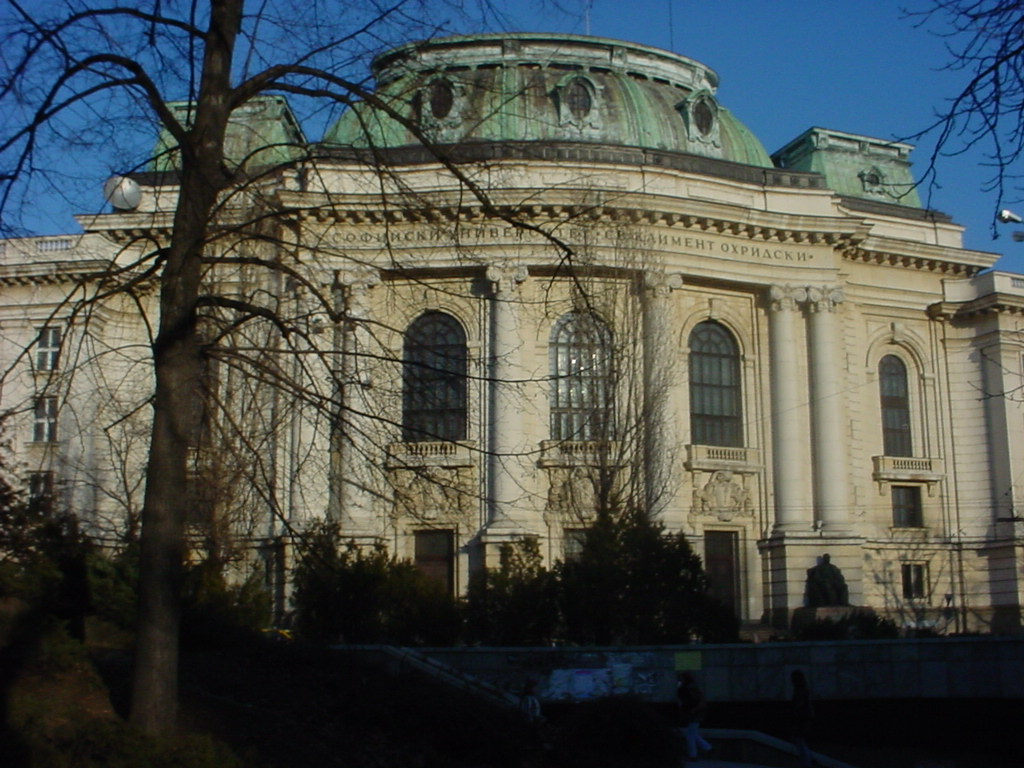
A Universidade de Sófia.

Existem 16 universidades na cidade, considerada como a mais prestigiosa da Bulgária, a Universidade de Sófia, fundada em 1888, possui capacidade para 14.000 estudantes anuais. Outras universidades importantes incluem a Academia Nacional de Artes, a Universidade Técnica de Sófia, a Universidade de Economia Nacional e Internacional, a Universidade de Medicina de Sófia, a Academia Nacional de Teatro e Cinematografia Krastyo Sarafov e a Nova Universidade Búlgara.
Ademais, instituições de importância nacional, tal como a Academia Búlgara de Ciências e a Biblioteca Nacional Santos Cirilo e Metodio se encontram em Sófia. O Colégio Americano de Sófia, fundado em 1860 e considerada a instituição acadêmica americana mais antiga fora dos Estados Unidos, proporciona educação secundária a alguns dos estudantes mais destacados da Bulgária. A escola foi fechada durante a era comunista e reaberta em 1992. A primeira geração de estudantes da escola reaberta se graduou em 1997 e celebrou sua décima reunião anual em junho de 2007.

## Desportos

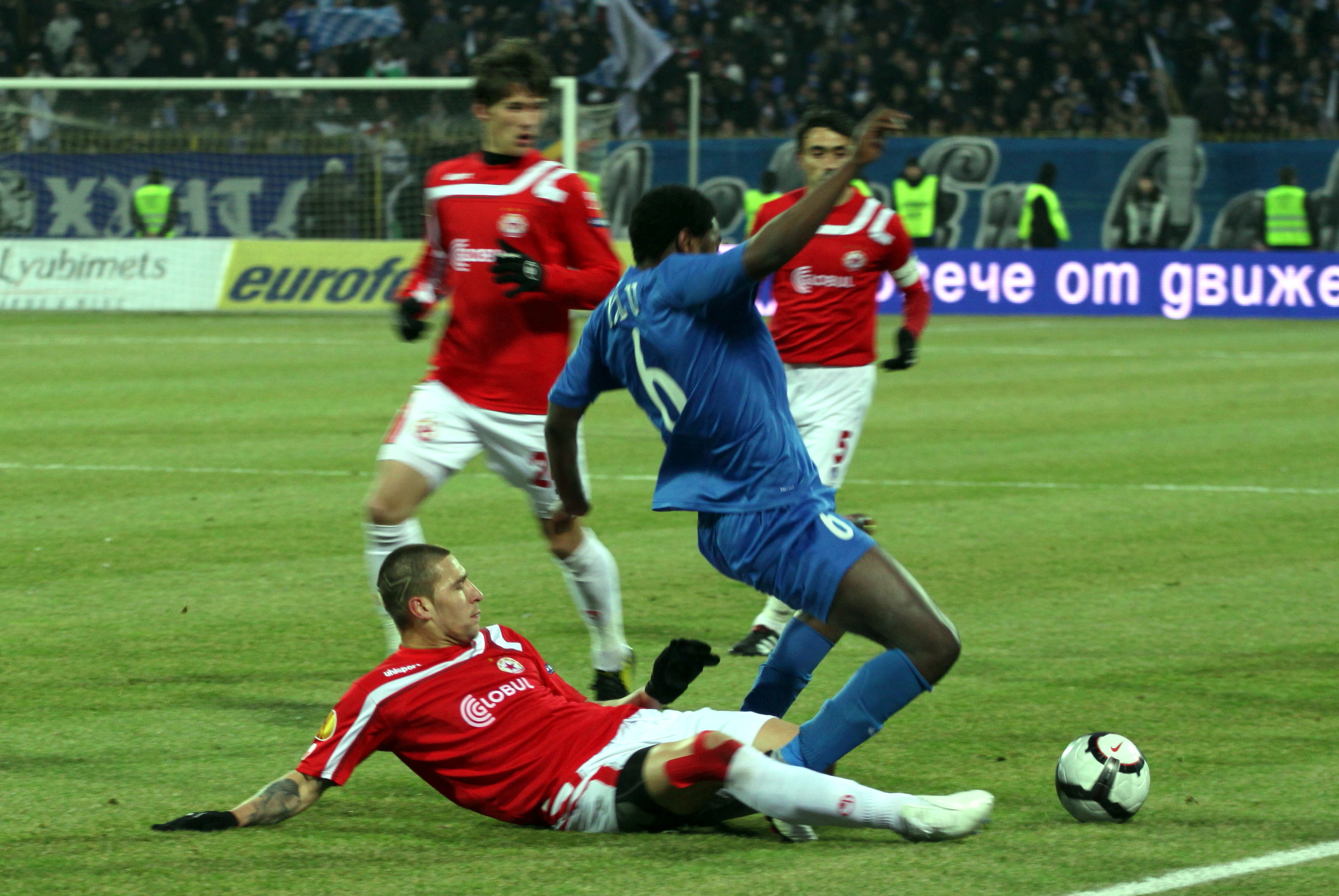
Um momento do Derbi Eterno da Bulgária - CSKA (vermelho) contra Levski (azul) em fevereiro de 2011.

Por ser a capital do país, Sófia é também o centro das atividades esportivas da Bulgária, com um grande número de clubes esportivos estabelecidos na cidade, incluindo vários dos mais importantes, como o Levski Sofia, CSKA Sofia, Akademic Sofia, Spartak Sofia, Lokomotiv Sofia e o Slavia Sofia. O futebol é o esporte mais popular da cidade, assim como em todo o país, porém, esportes como o basquetebol e o voleibol também possuem fortes tradições em Sófia.
A capital, da mesma forma, é a sede de um grande número de recintos esportivos, incluindo o Estádio Nacional Vasil Levski, com capacidade para 43.000 espectadores, que abriga a maior parte dos grandes eventos ao ar livre da Bulgária; destacam-se também o Estádio Georgi Asparuhov do Levski Sofia, o Estádio Balgarska Armiya do CSKA Sofia e o Estádio Ovcha Kupel do Slavia Sofia. Outra facilidade desportiva de importância é a Sala Universíada, onde se realizam muitos eventos indoor.
Sófia se candidatou a organizar os Jogos Olímpicos de Inverno em 1992 e 1994, terminando em segundo e terceiro lugar, respectivamente. A cidade também apresentou sua candidatura para os Jogos Olímpicos de Sochi 2014, porém, não foi selecionada como candidata. Sófia foi sede do Eurobasket de 1957 e das Universíadas de verão de 1961 e 1977, e de inverno de 1983 e 1989.

## Meios de comunicação
Algumas das maiores e mais populares empresas de telecomunicações, estações de rádio e televisão, companhias de televisão a cabo, periódicos, revistas e portais de internet do país possuem sua sede em Sófia. Algumas companhias de televisão e canais incluem a Televisão Nacional da Bulgária (que apresenta o BNT Canal 1 a TV Bulgária), bTV e Nova Televisão, entre outros. Periódicos de importante circulação incluem o 24 chasa, Trud, Sega e outros.

## Cidadãos ilustres

### Artistas
- Nedko Butzev, 1961 - , artista plástico.
- Elisaveta Bagriana, 1893 - 1991, poetisa.
- Nikolo Kotzev, 1960 - , guitarrista, violinista, compositor e produtor.
- Sonia Arova, 1927 - 2001, bailarina de ballet.
- Tzvetan Todorov, 1939 - , linguista, filósofo, historiador, crítico e teórico literário.
- Nina Dobrev 1989- , atriz
- Hristo Jivkov, 1975-, ator
- Stanislav Ianevski, 1985-, ator

### Esportistas
- Antoaneta Stefanova, 1979 - , jogadora de xadrez.
- Ivet Lalova, 1984 - , atleta búlgara especialista em provas de velocidade.
- Georgi Asparuhov, 1943 - 1971 , um dos maiores futebolistas da Bulgária.

### Políticos e governantes
- Galério, 250 - 311, Imperador romano;
- Boiko Borisov, 1959 - político;
- Boris III, 1894 - 1943, Tzar da Bulgária;
- Irina Bokova, 1952 - política;
- Luben Petkoff, 1933 - 1999, guerrilheiro e político venezuelano;
- Meglena Kuneva, 1957 - política;
- Simeão de Saxe-Coburgo-Gota, 1937 - ex-Tsar e ex-Primeiro Ministro da Bulgária.

## Cidades geminadas
| - Argel, Argélia - Ankara, Turquia - Atenas, Grécia - Berlim, Alemanha - Bratislava, Eslováquia - Madri, Espanha - Bruxelas, Bélgica - Budapeste, Hungria - Helsinki, Finlândia | - Kiev, Ucrânia - Londres, Reino Unido - Paris, França - Pittsburgh, Estados Unidos - Praga, República Tcheca - São Petersburgo, Rússia - Tel Aviv, Israel - Varsóvia, Polônia - Monterrey, México |